# 对三联苯
对三联苯（1,1':4',1''-三联苯）是一种有机化合物，化学式为C18H14，它可由联苯-4-硼酸和碘苯在碱（如碳酸钾）和催化剂的存在下反应得到，苯硼酸和1,4-二溴苯的偶联反应也能得到对三联苯。它的加氢反应可以得到对三联环己烷。